# Шаймарданова Вікторія Юріївна
Вікто́рія Ю́ріївна Шаймарда́нова (* 1973) — українська важкоатлетка, виступала у ваговій категорії понад 75 кілограмів. Тренерка.

## З життєпису
Народилася 1973 року. Закінчила Харківське обласне вище училище фізичної культури та спорту.
На Чемпіонаті світу 1998 року виступала у ваговій категорії понад 75 кілограмів та посіла восьме місце — з результатом 220 кілограмів (100 + 120).
На Чемпіонаті світу 1999 в Афінах зуміла покращити результат до 235 кілограмів, але цього разу стала лише дев'ятою.
На Чемпіонаті Європи 2001 року в Тренчині стала бронзовою призеркою.
На Чемпіонаті світу 2002 у Варшаві посіла сьоме місце, піднявши при цьому 257,5 кілограмів (117,5 кг у ривку та 140 кг — поштовх).
На Чемпіонаті світу 2003 року у Ванкувері знову покращила свій результат, піднявши 262,5 кг у сумі (117,5 + 145), але була лише восьмою.
На початку 2003 року встановила п'ять національних рекордів на чемпіонаті України. На чемпіонаті Європи-2004 у Києві здобула срібну медаль, поступившись Агаті Врубель із Польщі. Підняла 127,5 кг у ривку і 150 кг у поштовху. На Олімпійських іграх в Афінах підняла 280 кг у сумі (130+150), ставши п'ятою.
На чемпіонаті Європи 2005 року у Софії стала чемпіонкою, піднявши на 10 кілограмів більше співвітчизниці Юлії Довгаль. У ривку Вікторія підняла 125 кг, у поштовху — 145 кг.
Рекордсменка світу у ваговій категорії до 90 кг у ривку.
Станом на 2019 рік — тренерка-викладачка Тернопільської обласної школи вищої спортивної майстерності". Разом із чоловіком Віктором Симівим підготувала 8 майстрів спорту та двоє майстрів спорту України міжнародного класу. Серед них Марія Хлян, Зенченко Софія, Ірина Барановська.